# Piz d'Err
Piz d'Err är en bergstopp i Schweiz. Den ligger i regionen Albula och kantonen Graubünden, i den östra delen av landet, 180 km öster om huvudstaden Bern. Toppen på Piz d'Err är 3 378 (tidigare noterat som 3 395) meter över havet.
Terrängen runt Piz d'Err är huvudsakligen bergig, men åt sydost är den kuperad. Närmaste större samhälle är St. Moritz, 12,4 km öster om Piz d'Err. 
Trakten runt Piz d'Err består i huvudsak av gräsmarker. Runt Piz d'Err är det glesbefolkat, med 14 invånare per kvadratkilometer.